# 異世界喰滅のサメ
『異世界喰滅のサメ』（いせかいくいめつのサメ）は、くぼけんによる日本の漫画作品。『コミックヴァルキリーWeb版』（キルタイムコミュニケーション）にて89号から連載中。キャッチコピーは『また、オレ何か殺っちゃいました？』。
単行本1巻発売前の2021年5月6日から5月27日にかけて、YouTubeのコミックヴァルキリーチャンネルにて本作のPVとコミック動画が順次公開された。単行本1巻の帯には映画ライターの浅井ラムこと知的風ハットがコメントを寄せた。

## あらすじ
落ちこぼれながらも魔王を倒す召喚士を目指しているシロミは、魔法学校の残留をかけた召喚魔法の試験にて究極捕食海魔神・殺滅（サメ）の召喚に成功する。しかし殺滅は凶暴化してその場にいたクラスメイトたちを喰い殺してしまい、シロミは魔王軍のスパイだと疑われて追われる身となってしまう。

## 登場人物

### 主要人物
シロミ・ラブカトラフ
本作の主人公。召喚士の少女。田舎村の出身で、魔力を持っていた事からマナジニティー魔法学校に入学し、召喚士を目指していた。
本人はやる気があり前向きな性格で、性格の悪い人間が多いこの世界では珍しいほど、裏表のない善良な少女。世界を救う事を夢見ているが、実際には他人からは才能無しの落ちこぼれと見做されている。召喚士になるための最後の挑戦で殺滅を召喚してしまい、クラスメイトが全滅。以来お尋ね者になってしまい、人間と魔王軍双方に追われ殺滅の被害に陳謝しながらの逃亡生活を続ける羽目になる。
殺滅（サメ）
シロミが召喚したサメの姿の使い魔。普段は人間大のサメのぬいぐるみのような姿をしており、水中だけでなく地中を自由に泳ぐ。「きゅーん」と鳴くなど愛らしい雰囲気を漂わせているが、じゃれついたり甘噛みするだけでシロミに多大なダメージを与える。戦闘になるとその戦場に相応しい形態をとり、全ての敵を食い殺す事で殲滅する魔神と化す。
基本的にはシロミにはなついているのだが、ほとんどいう事を聞くことはなく、魔王軍だけでなく人間であっても容赦なく攻撃する。特に「リア充キラー」というスキルを持つため、カップルを見かけると何者であれ無差別攻撃を行う。
エグター
毒蛾の力を持つ妖精の少女。中毒性のある鱗粉を吸わせる事で相手をマヒさせたり、洗脳したりする能力を持っている。
住んでいた森が魔王軍の魔将、アパパネールに占領され仲間も失った事から復讐を誓っていたが、シロミと殺滅に出会い、彼女たちを利用する事で本懐を果たそうとする。アパパネールとの戦いの後は「おもしろそうだから」という理由でシロミたちと行動を共にする。
アーヌピス
シロミの住んでいたヨーグ王国の隣国であるハムナンプラ王国の姫君。父王が魔将スコルピオンに身も心も捧げてしまったことで暴君と化し、都を追われて海に逃げたところでシロミと殺滅に出会った。閉塞した人生に絶望していたが、刺激に満ちた殺滅との旅路を経て生きる活力を取り戻した。

### 魔王軍
魔王シェパード
城で何時も酒を呷っている粗暴でべらんめえ口調な無骨者だが、豪腕一つで魔王軍を束ねる戦闘力、恐怖で相手に幻覚を見せる威圧感、確かな戦略眼・指揮能力、敗北した部下にチャンスを与える度量の大きさとカリスマ性を有している。
魔幼女（まようじょ）エイプリリリ
魔王軍のナンバー2。作戦立案・総指揮・兵器開発などを担当する。
アパパネール
魔王軍の血翼（けつよく）魔将。空を飛べるようになった殺滅に捕食された。
ゼルダン
魔王軍の炎輪（えんりん）魔将。高熱をまとえるようになった殺滅との激闘の末、敗北する。その後、女神によって復活する。
キングスコルピオン
魔王軍の死金（しきん）魔将。不死の体とウイルス感染を両立出来るようになった殺滅に国ごと滅ぼされた。
Aルーム
魔王軍の夢星（むせい）魔将。悪夢を操れるようになった殺滅に敗北する。
ブキジャギ
魔王軍の乱機（らんき）魔将。戦艦化した殺滅に味方諸共全滅する。

### その他
タローンナローケ
異世界追放賢者の弟子無双勇者。唯一魔王の首に届きうる希望の存在とされる。ハーレムを形成している。
魔王軍が放った巨大モンスター・グロロザウルス討伐のためトーヤ湖に向かったが、殺滅とグロロザウルスの戦いに巻き込まれる形で命を落とした。
公開当時の肩書は「異世界追放賢者のひ孫無双勇者」で、他作品のパロディを多分に含むキャラクターであったが公開後まもなく登場回が公開停止された。
後にニコニコ静画でのみ修正版と差し替えられて再公開され、単行本2巻に修正版が収録された。

## 書誌情報
- くぼけん『異世界喰滅のサメ』キルタイムコミュニケーション〈ヴァルキリーコミックス〉、既刊10巻（2025年8月8日現在）
  1. 2021年5月27日発売[7]、ISBN 978-4-7992-1504-3
  2. 2021年10月8日発売[8]、ISBN 978-4-7992-1549-4
  3. 2022年5月7日発売[9]、ISBN 978-4-7992-1637-8
  4. 2022年11月8日発売[10]、ISBN 978-4-7992-1692-7
  5. 2023年5月8日発売[11]、ISBN 978-4-7992-1764-1
  6. 2023年9月8日発売[12]、ISBN 978-4-7992-1811-2
  7. 2024年2月8日発売[13]、ISBN 978-4-7992-1866-2
  8. 2024年8月8日発売[14]、ISBN 978-4-7992-1940-9
  9. 2025年1月8日発売[15]、ISBN 978-4-7992-1992-8
  10. 2025年8月8日発売[16]、ISBN 978-4-7992-2073-3